# Imbabala
A Tragelaphus scriptus, conhecida por gazela-pintada ou imbabala,  chamada ainda golungo em Angola,  é um bovídeo florestal que ocorre na África, frequentemente em regiões de água abundante. 
A espécie possui porte médio, com cerca de 1,5 metro de comprimento e chifres somente nos machos.
É encontrada, entre outros países, em Angola e em Moçambique.